# Born 2 Rap
Born 2 Rap (englisch „born to rap“ für „geboren um zu rappen“) ist das neunte Studioalbum des US-amerikanischen Rappers The Game. Es erschien am 29. November 2019 ausschließlich zum Download und Streaming über die Labels eOne Music und Prolific Records.

## Produktion
Bei dem Album fungierten The Game selbst sowie Dom Kennedy und Cash Jones als ausführende Produzenten. Die Lieder wurden von einer Vielzahl von Musikproduzenten produziert, wobei Wallis Lane und Big Duke mit je neun Songs an den meisten beteiligt waren. Weitere Produktionen stammen unter anderem von Swizz Beatz, DJ Khalil, Ed Sheeran und Travis Barker.

## Covergestaltung
Das Albumcover zeigt The Game, der seinen Text auf einen Notizblock in einem rot beleuchteten Raum schreibt, wobei er von neun schwangeren Frauen umgeben ist. Im oberen Teil des Bildes befinden sich das rote Logo von The Game sowie der weiße Schriftzug Born2Rap.

## Gastbeiträge
Auf 18 der 25 Titel des Albums treten neben The Game 20 andere Künstler in Erscheinung, wobei der Sänger Ed Sheeran und der Rapper Dom Kennedy als einzige an je zwei Stücken beteiligt sind. Weitere Gäste sind die Rapper Nipsey Hussle, Red Café und 21 Savage sowie die Sänger Miguel, Bryson Tiller, Anderson .Paak, Chris Brown, Trey Songz und Sly. Auch die Sängerin Marsha Ambrosius und der Schlagzeuger Travis Barker haben einen Gastauftritt. Zudem sind Mozzy, OSBE Chill, TOBi, Just Liv, J. Stone, Masego und D Smoke auf je einem Lied zu hören.

## Titelliste
| #  | Titel                           | Gastmusiker             | Produzenten                                                             | Länge |
| -- | ------------------------------- | ----------------------- | ----------------------------------------------------------------------- | ----- |
| 1  | City of Sin                     | Ed Sheeran              | Buddah, Titus Johnson                                                   | 1:43  |
| 2  | No Smoke                        | Miguel, Travis Barker   | Nabeyin, Travis Barker, Authentikbeatz, Wallis Lane, Prince Productions | 3:19  |
| 3  | Five Hundred Dollar Candles     | Dom Kennedy             | Mike Wavvs, Prince Productions, Wallis Lane                             | 4:47  |
| 4  | The Light                       |                         | Tec Beatz                                                               | 3:19  |
| 5  | Carmen Electra                  | Mozzy, OSBE Chill, TOBi | Tec Beatz                                                               | 4:16  |
| 6  | Dead Homies                     | Red Café                | Mike Wavvs, Prince Productions, Reske, Wallis Lane                      | 2:53  |
| 7  | Gold Daytonas                   | Dom Kennedy             | Big Duke, Prince Productions, Wallis Lane                               | 2:37  |
| 8  | West Side                       |                         | Prince Productions, Big Duke, Wallis Lane                               | 2:50  |
| 9  | 40 Ounce Love                   | Just Liv                | Tec Beatz                                                               | 2:57  |
| 10 | Gucci Flip Flops                |                         | Swizz Beatz                                                             | 3:43  |
| 11 | Born 2 Rap                      |                         | Tec Beatz, Big Duke                                                     | 3:50  |
| 12 | Welcome Home                    | Nipsey Hussle           | Bongo                                                                   | 4:33  |
| 13 | Help Me (Interlude)             | Sly                     | Sly                                                                     | 2:18  |
| 14 | I Didn’t Wanna Write This Song  | Marsha Ambrosius        | Focus…                                                                  | 4:21  |
| 15 | The Code                        | 21 Savage               | Big Duke, Prince Productions, Tec Beatz, Titus Johnson                  | 5:49  |
| 16 | Stay Down                       | Bryson Tiller           | Big Duke, Mike Zombie, Titus Johnson                                    | 3:36  |
| 17 | Hug the Block                   |                         | Prince Productions, Wallis Lane                                         | 4:57  |
| 18 | Ask for Me                      |                         | DJ Khalil                                                               | 2:38  |
| 19 | Stainless                       | Anderson .Paak          | Big Duke                                                                | 3:59  |
| 20 | Gangstas Make the Girls Go Wild | Chris Brown             | Big Duke, Titus Johnson, Wallis Lane                                    | 2:48  |
| 21 | Blood Thicker Than Water        | Trey Songz              | Streetrunner                                                            | 3:46  |
| 22 | Rewind II                       |                         | Big Duke                                                                | 2:24  |
| 23 | One Life                        | J. Stone, Masego        | Wallis Lane                                                             | 5:14  |
| 24 | Cross on Jesus Back             | D Smoke                 | Big Duke, Mike Zombie, Wallis Lane                                      | 3:28  |
| 25 | Roadside                        | Ed Sheeran              | Ed Sheeran                                                              | 3:54  |

## Chartplatzierungen und Singles
Born 2 Rap stieg am 14. Dezember 2019 auf Platz 19 in die US-amerikanischen Albumcharts ein und konnte sich zwei Wochen in den Top 200 halten. Auch in der Schweiz erreichte das Album die Charts und belegte Rang 66. In den deutschen Charts konnte es sich hingegen nicht platzieren.
Die erste Single West Side wurde am 21. Juni 2019 zum Download veröffentlicht. Die zweite Auskopplung Stainless erschien am 1. November 2019. Beide Lieder konnten sich nicht in den Charts platzieren.

## Rezeption
| Professionelle Bewertungen | Professionelle Bewertungen |
| -------------------------- | -------------------------- |
| Kritiken                   |                            |
| Quelle                     | Bewertung                  |
| laut.de                    | [ 3 ]                      |
| allmusic                   | [ 4 ]                      |

Franz Mauerer von laut.de bewertete Born 2 Rap mit drei von möglichen fünf Punkten. Der Stil des Albums sei „relativ karg, konzentriert, mit eher trockenen Beats.“ Durch die hohe Anzahl der Lieder wirke es „stellenweise zäh und dröge“ aufgrund der „mangelnden Qualität vieler Filler,“ wie Blood Thicker Than Water, Gangstas Make The Girls Go Wild und Gucci Flip Flops. Positiv hervorgehoben werden dagegen die Songs Five Hundred Dollar Candles, West Side, Welcome Home und Cross on Jesus Back sowie die Gastbeiträge von Nipsey Hussle und D Smoke. Letztendlich sei Born 2 Rap „ein würdevolles Abschiedsalbum mit zu viel Fett am Fleisch, ähnlich einer überladenen Playlist.“